# Cárcel de Alipore
La Cárcel de Alipore o bien oficialmente Cárcel Central de Alipore (en bengalí: আলিপুর কেন্দ্রীয় সংশোধনাগার) es el nombre que recibe una prisión localizada en Alipore, un sector del sur de la ciudad de Calcuta en el estado de Bengala Occidental, en la India. donde los presos políticos eran retenidos en los tiempos del dominio británico, entre ellos se incluye a Subhas Chandra Bose. Fue abierta en 1910 Todavía está en funcionamiento, siendo un establecimiento de máxima seguridad capaz de albergar hasta 2000 personas. También en ella funciona la Prensa de la cárcel de Alipore.